# Nikolaï Ivanovitch Kouznetsov
Pour les articles homonymes, voir Nikolaï Kouznetsov et Kouznetsov.
Nikolaï Ivanovitch Kouznetsov (en russe : Николай Иванович Кузнецов), né le 27 juillet 1911 à Zyranka et mort le 9 mars 1944 à Boratyn, est un agent de renseignement (pseudonyme « Gratchev ») et un partisan soviétique, qui opérait dans le territoire occupé de l'Ukraine pendant la Seconde Guerre mondiale.

## Biographie
Nikolaï Kouznetsov était né dans une famille de paysans de la région de Iekaterinbourg. Il étudia d'abord la sylviculture dans une école technique. Après la découverte de ses talents linguistiques, il apprit l'allemand, l'espéranto, le polonais, l'ukrainien et le komi. En 1932, il s'inscrivit à l'Institut industriel de Sverdlovsk tout en continuant à étudier l'allemand et d'autres langues étrangères.
En 1938, Kouznetsov partit pour Moscou et entra au NKVD. Lorsque l'Union soviétique fut plongée dans la Seconde Guerre mondiale, il fut envoyé, à sa demande, dans l'Ukraine occupée par l'Allemagne nazie et se joignit à des unités de partisan. En 1942, il combattit en tant que membre du groupe de guérilla « Vainqueurs » (Победители), dirigé par Dmitri Medvedev (ru), dans le centre et l'ouest de l'Ukraine. Il dirigea plusieurs opérations complexes, y compris l'assassinat ou l'enlèvement de hauts fonctionnaires nazis dans les régions de Rivne et de Lviv, mena avec succès des opérations contre le juge en chef de l'Ukraine nommé par les Allemands, le vice-gouverneur de la Galicie, le conseiller impérial du Reichskommissar de l'Ukraine, trois généraux allemand, etc. Kouznetsov fut également le premier agent de renseignement à révéler que les Allemands envisageaient de lancer une attaque massive de blindés dans la région de Koursk et il fournit des informations sur les fusées allemandes V-2 ainsi que sur le plan de Hitler visant à assassiner les chefs de l'Union soviétique, des États-Unis et du Royaume-Uni pendant la conférence de Téhéran.
Le 8 mars 1944, il fut tué dans un échange de tirs avec des membres de l'Armée insurrectionnelle ukrainienne près de la ville de Lvov, qui avaient pris Kouznetsov pour un déserteur allemand car il portait un uniforme de la Wehrmacht.
Nikolaï Kouznetsov a été nommé à titre posthume Héros de l'Union soviétique.
Un astéroïde (2233) Kuznetsov découvert en 1972 par l'astronome soviétique Lioudmila Jouravliova a été nommée en son honneur, ainsi que la ville de Kouznetsovsk, en Ukraine, fondée en 1973 près de la centrale nucléaire de Rivne en construction (la ville pris le nom de Varach en mai 2016).

## Source
- (en) Cet article est partiellement ou en totalité issu de l’article de Wikipédia en anglais intitulé « Nikolai Ivanovich Kuznetsov » (voir la liste des auteurs).